# Filippinkråka
Filippinkråka (Corvus philippinus) är en asiatisk fågel i familjen kråkfåglar med omdiskuterad artstatus.

## Utbredning och systematik
Fågeln förekommer i Filippinerna. Den kategoriserades tidigare som underart till stornäbbad kråka, men urskiljs sedan 2024 som egen art baserat på genetiska och lätesmässiga skillnader.

## Status och hot
IUCN erkänner den inte som art, varför den inte placeras i någon hotkategori.